# Man soll nicht mit der Liebe spielen
Man soll nicht mit der Liebe spielen (Originaltitel: Young at Heart) ist ein US-amerikanisches Filmmusical aus dem Jahr 1955 von Gordon Douglas, mit Doris Day und Frank Sinatra in den Hauptrollen. Der Film wurde von Warner Bros. produziert und basiert auf der Kurzgeschichte Sister Act von Fannie Hurst, die im März 1937 im Hearsts International Cosmopolitan erschien. Er ist eine Neuverfilmung des 1938 entstandenen Musicals Vater dirigiert von Michael Curtiz.

## Handlung
Der verwitwete Musikprofessor Gregory Tuttle lebt mit seinen drei Töchtern Laurie, Fran und Amy in Connecticut. Fran, die älteste, ist mit dem pummeligen Bob Neary zusammen, die jüngere Amy mit dem sanftmütigen Ernie Nichols. Die jüngste Tochter Laurie hat hingegen keinen Verehrer. Mit Amy macht sie scherzhaft eine Doppelt-oder-nichts-Wette. Entweder heiraten beide gleichzeitig oder gar nicht.
Der New Yorker Komponist Alex Burke sucht Prof. Tuttle auf. Er ist der Sohn eines alten Freundes des Familienoberhauptes und arbeitet an einer Komposition für ein Broadwaystück. Alle Töchter sind gleich von ihm angetan. Er flirtet mit allen dreien, verliebt sich aber insgeheim in Laurie. Bei einem Spaziergang am Strand gesteht er ihr seine Gefühle und schenkt ihr ein Armband. Kurz darauf kommt Barney Sloan in die Stadt, um mit Alex zusammen an dem Broadwaystück zu arbeiten. Der verdrießliche Arrangeur wird von Tante Jessie, der Schwester des Professors, und Laurie herzlich willkommen geheißen.
Barney beklagt sich über sein fortwährendes Unglück bei Laurie, die ihn aufmuntern will. Er ist überzeugt, dass das Schicksal es niemals gut mit ihm meint. Laurie ist überzeugt von seinem Talent und drängt ihn, einen unvollendeten Song zu Ende zu schreiben. Barney reagiert mit Zynismus, ist aber von Lauries Bemühen, ihn aufzuheitern, berührt.
Alex macht Laurie einen Heiratsantrag. Sie nimmt ihn an und verkündet dies auf der Geburtstagsfeier ihres Vaters. Die überraschte Fran beschließt, ihre Beziehung zu Bob in Schwung zu bringen, um auch bald heiraten zu können. Amy hingegen ist unglücklich, weil sie sich in Alex verliebt hat. Barney zieht sich enttäuscht zurück. An ihrem Hochzeitstag stellt Laurie ihn zur Rede. Barney gesteht ihr, dass er sie liebt und gibt ihr zu verstehen, dass Amy Alex liebt. Laurie kann dies zuerst nicht glauben, doch erkennt schnell, dass er Recht hatte. Währenddessen warten die Hochzeitsgästen sowie Bräutigam Alex vergeblich auf Laurie. Kurz darauf erreicht Amy ein Telegramm von Laurie, sie sei mit Barney durchgebrannt. Die Nachricht schockiert die Hochzeitsgäste. Ernie kommt als erstes wieder zu sich und sagt die Festivität ab.
Monate später leben Barney und Laurie in einfachen Verhältnissen in New York. Barney spielt Klavier in Nachtclubs und hat einige Songs veröffentlicht, die jedoch keinen Erfolg hatten. Laurie drängt ihn, den immer noch nicht fertig gestellten Song abzuschließen. Da das Geld für ein Flugticket fehlt, muss Barney ein lukratives Engagement in Südamerika absagen. Laurie war von Beginn an in Barney verliebt, dieser glaubt allerdings, dass Laurie immer noch Alex nachtrauere. Als Zeichen dafür sieht er das Armband an, welches Laurie von Alex geschenkt bekam und noch trägt. In seiner Eifersucht fordert er, dass sie Alex’ Armband zu einem Pfandleiher bringt. Beide haben einen Streit, versöhnen sich aber wieder. Zu Weihnachten reisen beide zu Lauries Familie nach Connecticut. Vor Betreten des Hauses überrascht Barney seine Frau mit dem Armband.
Auch Alex, dessen Musical erfolgreich ist, verbringt die Feiertage bei den Tuttles. Laurie gibt Alex das Armband zurück und gibt ihm zu verstehen, dass die Barney wirklich liebt. Zudem berichtet sie ihm, dass sie schwanger sei und Barney damit um Mitternacht überraschen wolle. Barney hingegen beobachtet die beiden von der anderen Seite des Raumes aus und sieht sich bestätigt, dass Laurie Alex immer noch liebt. Alex muss einen Zug erreichen, daher bieten Bob und Barney an, ihn in Bobs Auto zum Bahnhof zu fahren. Barney lässt Bob an einem Geschäft aussteigen, bringt Alex zum Zug und Gerät auf dem Rückweg in dichtes Schneetreiben. Er schaltet die Scheibenwischer aus und kann bald nichts mehr sehen, gibt aber dennoch weiter Gas.
Amy ist mittlerweile mit Ernie verlobt. Sie erzählt Laurie, dass sie sich damals in Alex verliebt hat, aber Ernies sanfte und gütige Art habe sie doch zu Ernie zurückgebracht. Laurie beklagt sich, dass sie Barney nicht von ihrer Liebe überzeugen könne.
Die Tuttles erfahren, dass Bob einen Unfall hatte und im Krankenhaus liegt. Fran befürchtet das Schlimmste und glaubt, Bob würde sterben. Im Krankenhaus erfahren sie jedoch, dass es Barney ist, der schwer verletzt wurde. Barney bedauert gegenüber Laurie, dass ihm nicht mal ein anständiger Abgang gegönnt worden wäre. Weinend erzählt Laurie dem nun bewusstlosen Barney, dass sie schwanger ist. Der behandelnde Arzt hat nicht viel Hoffnung, lässt Barney dennoch in den Operationssaal bringen.
Mehr als ein Jahr später feiern Laurie und ihr Baby Ostern im Haus der Tuttles. Der genesene Barney spielt den endlich fertig gestellten Song am Klavier und singt von der Liebe und dass seine Wünsche wahr geworden wären.

## Produktion
Gedreht wurde vom 22. Juli bis Ende September 1954 in den Warner-Studios in Burbank.
Julius J. Epstein und Lenore J. Coffee schrieben auch das Drehbuch für Vater dirigiert, den Henry Blanke ebenfalls produzierte. Der damalige Filmproduktionsleiter Al Alleborn fungierte diesmal als Regieassistent.

## Stab und Besetzung
William Wallace war der Szenenbildner, Howard Shoup der Kostümbildner. Hans F. Koenekamp war für die Spezialeffekte verantwortlich.
In kleinen nicht im Abspann erwähnten Nebenrollen traten Marjorie Bennett und Tito Vuolo auf.
Lonny Chapman gab hier sein Filmdebüt.

## Musik
im Film wurden folgende Songs aufgeführt:
- Til My Love Comes Back to Me (Musik: Ray Heindorf, Text: Paul Francis Webster)
- Ready, Willing and Able (Musik und Text: Floyd Huddleston und Al Rinker)
- Hold Me in Your Arms (Musik und Text: Ray Heindorf, Charles Henderson und Don Pippin)
- There's a Rising Moon for Every Falling Star (Musik: Sammy Fain, Text: Paul Francis Webster)
- Someone to Watch over Me (Musik: George Gershwin, Text: Ira Gershwin)
- Just One of Those Things (Musik und Text: Cole Porter)
- One for My Baby (Musik: Harold Arlen, Text: Johnny Mercer)
- Young at Heart (Musik: Johnny Richards, Text: Carolyn Leigh)
- You My Love (Musik: Jimmy Van Heusen, Text: Mack Gordon)

## Synchronisation
| Rolle          | Schauspieler     | Deutscher Synchronsprecher |
| -------------- | ---------------- | -------------------------- |
| Laurie Tuttle  | Doris Day        | Margot Leonard             |
| Barney Sloan   | Frank Sinatra    | Herbert Stass              |
| Alex Burke     | Gig Young        | Eckart Dux                 |
| Tante Jessie   | Ethel Barrymore  | Ursula Krieg               |
| Fran Tuttle    | Dorothy Malone   | Sigrid Lagemann            |
| Amy Tuttle     | Elisabeth Fraser | Inge Landgut               |
| Gregory Tuttle | Robert Keith     | Siegfried Schürenberg      |
| Bob Neary      | Alan Hale jr.    | Gerd Duwner                |
| Ernie Nichols  | Lonny Chapman    | Michael Chevalier          |

## Veröffentlichung
Die Premiere des Films fand am 20. Januar 1955 in New York statt. In der Bundesrepublik Deutschland kam er am 12. Januar 1962 in die Kinos.

## Kritiken
Das Lexikon des internationalen Films schrieb: „Doris Day bringt in das langatmige und zum Teil süßliche Musical ein wenig Leben.“
Für Almar Haflidason von BBC Home ist der Film ein Muss für Doris-Day-Fans.
Bosley Crowthers von der The New York Times verglich Original und Remake. Das Publikum würde registrieren, dass die Stimmung des Originals hübsch aufgewärmt wurde. Frank Sinatra halte sich gut, er habe aber nicht den Biss und die Schärfe eines John Garfields im Original. Doris Day sei manchmal zu temperamentvoll.